# Togo français
1916–1960
Entités précédentes :
- Togoland

Entités suivantes :
- Togo

Le Togo français était la partie orientale de l'ancienne colonie allemande du Togoland (en allemand : Deutsche Kolonie Togo), administrée par la France de 1916 (de facto) ou 1919 (de jure) à 1960, d'abord comme « territoire sous mandat » de la Société des Nations (SdN), puis comme territoire sous tutelle de l'Organisation des Nations unies (ONU).
Le Togo français fut membre de l'Union française (1946-1958), d'abord en tant que « territoire associé » (1946-1956) puis, sous le nom de « République autonome du Togo », en tant qu'État jouissant de l'autonomie interne (1956-1958).
L'ancien Togo français forme désormais le territoire de l'actuel Togo.
À côté de ce Togoland français a existé un Togoland britannique (1916-1956), partie est de l'actuel Ghana.

## Histoire

L'ancien Togoland allemand partagé entre le Togoland français (oriental, en violet) et le Togoland britannique (occidental, en vert).

Le Togoland était un protectorat allemand entre 1884 et 1916. Dès le début de la Première Guerre mondiale, le 26 août 1914, il est envahi par la France et Royaume-Uni, il tombe en cinq jours.
Après le conflit, la Société des Nations attribue deux mandats de classe B :
- Togo français à la France ;
- Togoland britannique au Royaume-Uni, qui fusionna par la suite avec la Côte-de-l'Or pour former le Ghana.

En 1933 du fait de l'augmentation des taxes qui est l'une des conséquences de la Grande Dépression, la révolte des femmes de Lomé éclatent les 24 et 25 Janvier à l'initiative des vendeuses des marchés de Lomé.
Après la Seconde Guerre mondiale, le mandat devient un territoire sous tutelle des Nations unies, toujours administré par la France.
Par une loi en 1955, le Togo français devient une république autonome au sein de l'Union française, mais conserve son statut de tutelle des Nations unies. Une assemblée législative élue au suffrage universel a beaucoup de pouvoir sur les affaires intérieures, avec un organe exécutif élu dirigé par un Premier ministre responsable devant l'Assemblée législative. Ces modifications ont été incorporées dans une constitution approuvée par référendum en 1956. Le 10 septembre 1956, Nicolas Grunitzky devient Premier ministre de la "République autonome du Togo". Toutefois, en raison d'irrégularités dans le déroulement du vote, des élections ont lieu en 1958 et sont remportées par Sylvanus Olympio. Le 27 avril 1960, dans une transition sans heurt, le Togo rompt ses liens constitutionnels avec la France, débarrassé de son statut de tutelle des Nations unies. Le Togo devient pleinement indépendant dans le cadre d'une constitution provisoire avec Sylvanus Olympio comme président.

## Gouverneurs du Togo français
| Dates                                                      | Portrait                                      | Nom                                                   | Notes                                                                                          |
| ---------------------------------------------------------- | --------------------------------------------- | ----------------------------------------------------- | ---------------------------------------------------------------------------------------------- |
| Territoire occupé par la France                            |                                               |                                                       |                                                                                                |
| 4 septembre 1916 au 27 avril 1917                          |                                               | Gaston Léopold Joseph Fourn, Commissaire.             | Il sert auparavant en tant qu’administrateur militaire pendant l’occupation alliée du Togoland |
| 27 avril 1917 au 31 janvier 1922                           |                                               | Alfred Louis Woelffel, Commissaire.                   |                                                                                                |
| 30 novembre 1920 au 1921                                   |                                               | Pierre Benjamin Victor Sasias, Commissaire.           | Intérim pour Woelffel, 1re fois                                                                |
| 26 janvier 1922 au 31 janvier 1922                         | Intérim pour Woelffel, 2e fois                | Pierre Benjamin Victor Sasias, Commissaire.           |                                                                                                |
| 31 janvier 1922 au 20 juillet 1922                         |                                               | Paul Auguste François Bonnecarrère, Commissaire.      |                                                                                                |
| Togo français (Mandat de la Société des Nations)           |                                               |                                                       |                                                                                                |
| 20 juillet 1922 au 27 décembre 1931                        |                                               | Paul Auguste François Bonnecarrère, Commissaire.      | Jusqu'au 22 décembre 1922                                                                      |
| 27 décembre 1931 au 18 octobre 1933                        |                                               | Robert Paul Marie de Guise, Commissaire.              |                                                                                                |
| 18 octobre 1933 au 7 mai 1934                              |                                               | Léon Charles Adolphe Pêtre, Commissaire.              |                                                                                                |
| 7 mai 1934 au 1 janvier 1935                               |                                               | Maurice Léon Bourgine, Commissaire.                   |                                                                                                |
| 1 janvier 1935 au 25 septembre 1936                        |                                               | Léon Geismar, Commissaire.                            |                                                                                                |
| 25 septembre 1936 au 1 janvier 1941                        |                                               | Michel Lucien Montagné, Commissaire.                  |                                                                                                |
| 1 janvier 1941 au 19 novembre 1941                         |                                               | Léonce Joseph Delpech, Commissaire.                   | Jusqu'au 28 août 1941                                                                          |
| 19 novembre 1941 au 12 avril 1942                          |                                               | Jean-François de Saint-Alary, Commissaire.            |                                                                                                |
| 12 avril 1942 au 31 août 1943                              |                                               | Pierre Jean André Saliceti, Commissaire.              |                                                                                                |
| 31 août 1943 au 10 janvier 1944                            |                                               | Albert Mercadier, Commissaire.                        |                                                                                                |
| 10 janvier 1944 au 13 décembre 1946                        |                                               | Jean Noutary, Commissaire.                            | Jusqu'au 4 novembre 1944                                                                       |
| Togo français (Territoires sous tutelle des Nations unies) |                                               |                                                       |                                                                                                |
| 13 décembre 1946 au 8 mars 1948                            |                                               | Jean Noutary, Commissaire.                            |                                                                                                |
| 8 mars 1948 au 20 septembre 1951                           |                                               | Jean Henri Arsène Cédile, Commissaire.                |                                                                                                |
| 20 septembre 1951 au 25 avril 1952                         |                                               | Yves Jean Digo, Commissaire.                          |                                                                                                |
| 25 avril 1952 au 3 février 1955                            |                                               | Laurent Elysée Péchoux, Commissaire.                  |                                                                                                |
| 3 février 1955 au 21 septembre 1956                        |                                               | Jean Louis Philippe Bérard, Commissaire.              | Jusqu'au 6 août 1955                                                                           |
| 21 septembre 1956 au 23 mars 1957                          | Jean Louis Philippe Bérard, Haut commissaire. |                                                       |                                                                                                |
| 23 mars 1957 au juin 1957                                  |                                               | Joseph Édouard Georges Marie Rigal, Haut commissaire. |                                                                                                |
| juin 1957 au 27 avril 1960                                 |                                               | Georges Spénale, Haut commissaire.                    |                                                                                                |
| 27 avril 1960                                              | Indépendance                                  | Indépendance                                          | Indépendance                                                                                   |

## Sources
- (en) Cet article est partiellement ou en totalité issu de l’article de Wikipédia en anglais intitulé « French Togoland » (voir la liste des auteurs).